# Claude-Guillaume Bourdon de Sigrais
Claude-Guillaume Bourdon de Sigrais est un écrivain et historien français, né le 3 novembre 1712 dans le bailliage de Lons-le-Saunier et décédé le 16 février 1791 à Paris.

## Biographie
Fils d'un officier de dragons, il est orienté très jeune vers une carrière militaire et sert dans le régiment de cavalerie de Berry, qu'il quitte avec le grade de capitaine. Par la protection d'un oncle prêtre, il obtient une bourse pour étudier au collège de Bourgogne, à Paris. Il reprend du service pendant la guerre de succession d'Autriche, où il est blessé et fait prisonnier, en 1742.
Il publie son premier ouvrage en 1738, Histoire des Rats pour servir à l’histoire universelle. Au delà d'un aspect comique et burlesque, il porte une critique des fables de La Fontaine et de leur vision de la nature humaine. En 1743, il publie une traduction française des Institutions militaires de Végèce. Il se lie d'amitié avec le marquis d'Argenson et se lance des études d'histoire militaire.
Il devient membre de l'Académie des Inscriptions et Belles-Lettres en 1752. Il publie une trilogie, dont le premier volume est publié en 1774, intitulé Considérations sur l’esprit militaire des Gaulois, pour servir d’éclaircissements préliminaires aux mêmes recherches sur les Français et d’introductions à l’Histoire de la France, suivi de Considérations sur l’esprit militaire des Germains en 1781. Il y défend la nécessité de maintenir une forte armée française, pour maintenir les équilibres européens, critiquant les positions pacifistes de l'abbé de Saint-Pierre. Il s'implique également dans les controverses historiographiques de l'époque, sur l'origine de la féodalité française. Il termine sa trilogie avec les Considérations sur l'esprit militaire des Francs, en 1786.

## Sources
- Ferenc toth, Bourdon de Sigrais, un écrivain français méconnu du XVIIIe siècle, revue Stratégique, 2010.